# Cortegana
Cortegana és un poble de la província de Huelva (Andalusia), que pertany a la comarca de Sierra de Huelva.

## Demografia
| 1996  | 1998  | 1999  | 2000  | 2001  | 2002  | 2003  | 2004  | 2005  | 2006  |
| ----- | ----- | ----- | ----- | ----- | ----- | ----- | ----- | ----- | ----- |
| 5.206 | 5.137 | 5.132 | 5.084 | 5.075 | 5.013 | 5.005 | 4.988 | 4.952 | 5.039 |

## Història
El seu castell fou construït a la fi del segle xiii (cap a 1293) per ordre del rei Sanç IV el Valent, com a part de la línia defensiva paral·lela a la frontera portuguesa. En aquest punt concret es defensava la ciutat de Sevilla davant possibles invasions des del territori veí, ja que en l'època va existir una forta disputa sobre les fronteres d'ambdós regnes. Altres castells d'aquest mateix sector són els d'Aroche, Aracena i (ja a la província de Sevilla) El Castillo de las Guardas.
Cal destacar que el castell no va ser assentament feudal, sinó que està més en la línia de fortificacions construïdes en suport de la reconquesta, o per a estabilitzar les fronteres entre regnes peninsulars. Va estar regit per un Alcaide, i al llarg de la seva història va sofrir nombroses deterioracions, motivats uns pel progressiu abandó que va ser caient al cessar la seva finalitat militar, i altres, deguts a causes naturals, com els ocasionats pel terratrèmol de Lisboa a principis del segle xvii. Està declarat Bé d'Interès Cultural, amb la categoria de Monument. Sota la protecció de la Declaració genèrica del Decret de 22 d'abril de 1949, i la Llei 16/1985 sobre el Patrimoni Històric Espanyol.
El 1993 la Junta d'Andalusia va atorgar un reconeixement especial als castells de la Comunitat Autònoma d'Andalusia. Aquesta fortalesa va ser recuperada per a la localitat en 2006, quan l'Ajuntament de Sevilla (anterior propietari) va retornar la seva gestió a aquesta localitat. En l'actualitat s'ha convertit en un enclavament turístic. Durant el mes d'agost, se celebra dintre d'aquest i en tota la localitat les ja famoses Jornades Medievals. Forma part del paratge natural "Sierra de Aracena i Picos de Aroche"